# Safir

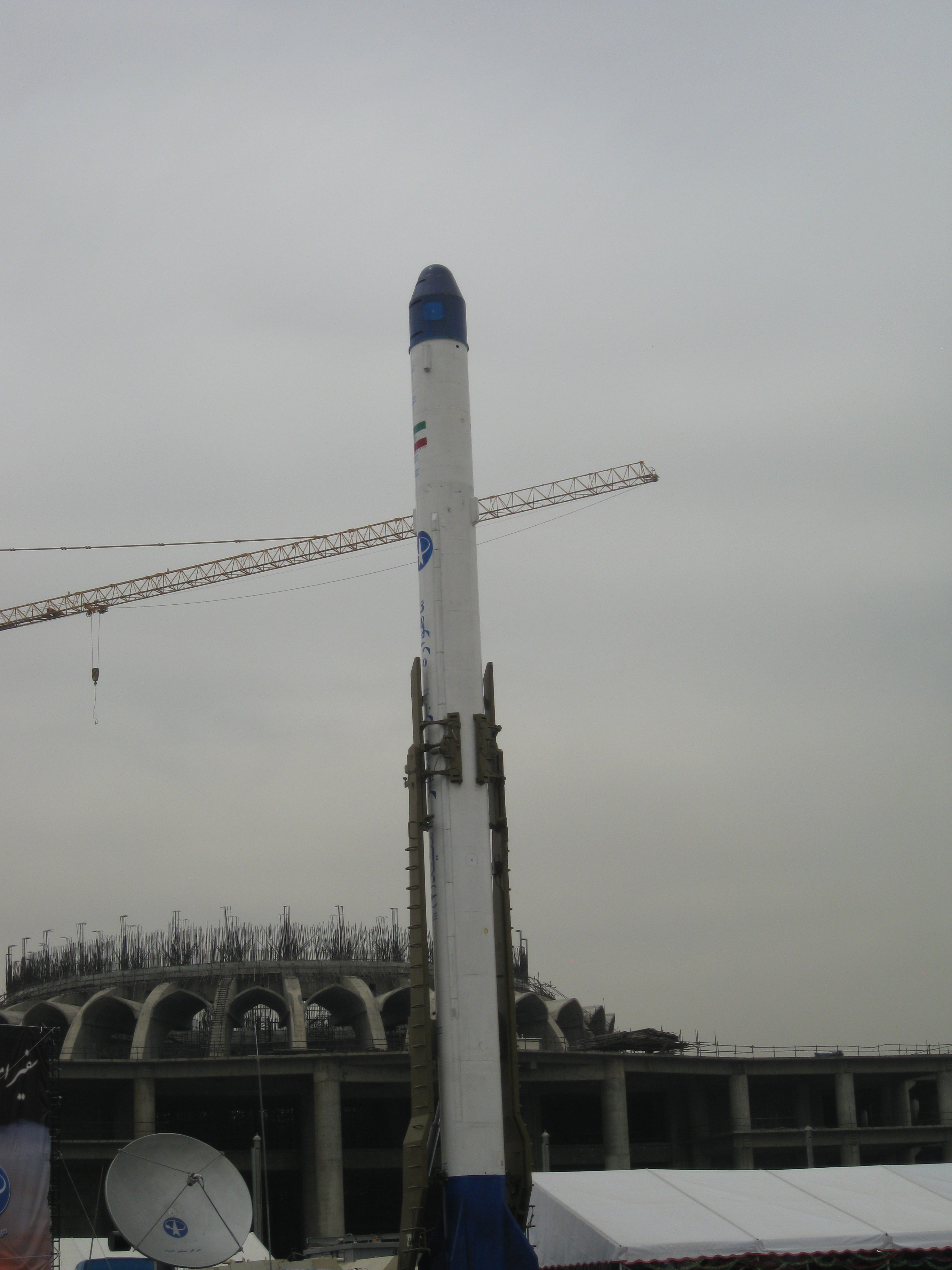
Safir vor dem Start des Satelliten Omid

Die Safir war eine im Iran entwickelte Trägerrakete. Es handelte sich um die erste zweistufige iranische Rakete. Ihre untere Stufe bestand aus einer Shahab-3-Mittelstreckenrakete, die obere war eine Neuentwicklung.

## Einsatz
Der erste erfolgreiche Test der Safir fand nach Angaben der iranischen Regierung am 16. August 2008 statt, nachdem am 4. Februar desselben Jahres ein Startversuch gescheitert war.
Am 2. Februar 2009 wurde der – relativ leichte – iranische Kommunikationssatellit Omid (zu Deutsch Hoffnung) mit einer Safir in eine Umlaufbahn befördert.  Dieser war mit acht Antennen ausgestattet und funkte in zwei Frequenzbändern.

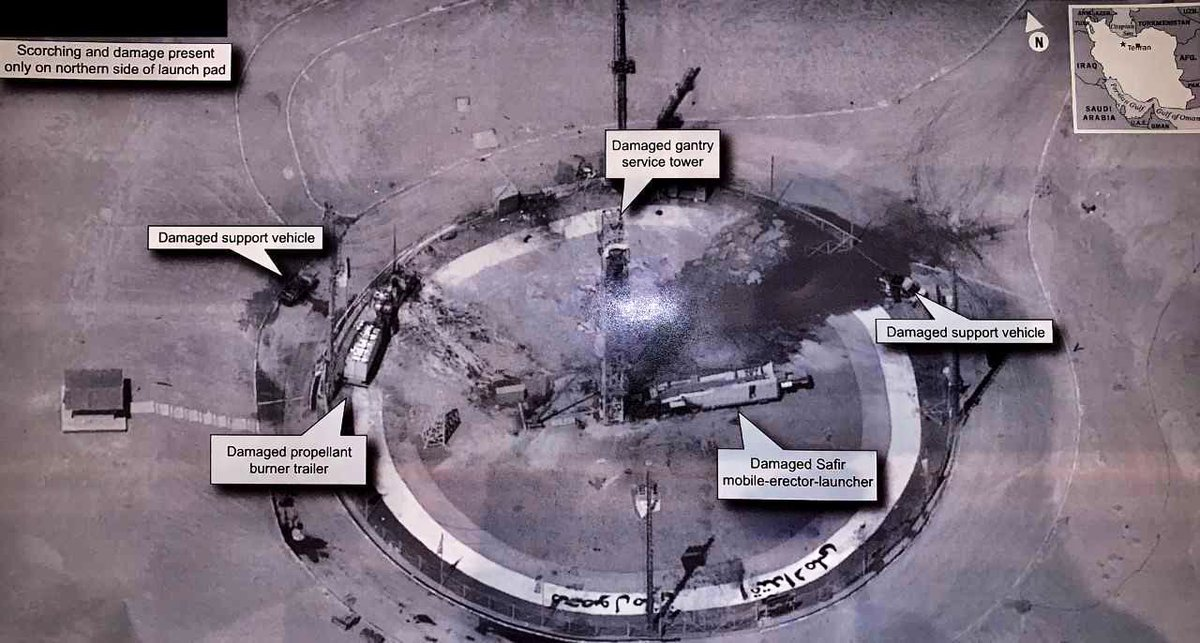
Startplatz nach der Explosion einer Safir am 29. August 2019

Am 15. Juni 2011 wurde iranischen Angaben zufolge der zweite iranische Satellit Rasad-1 zur Erdbeobachtung ebenfalls mit einer Safir in eine 260 km hohe Umlaufbahn gebracht. Er sollte insbesondere hochauflösende Bilder für die Erstellung von Landkarten liefern.
Am 3. Februar 2012 folgte mit Navid der dritte Satellit.
Im Jahr 2020 wurde die Produktion der Safir zugunsten der größeren Rakete Simorgh eingestellt.

## Maße
- Länge: 22 m[5]
- Durchmesser: 1,25 m
- Startgewicht: 26 t

## Startliste
| Datum und Uhrzeit (UTC)   | Typ      | Ser.-Nr. | Startplatz  | Nutzlast       | Art der Nutzlast              | Anmerkungen                                                   |
| ------------------------- | -------- | -------- | ----------- | -------------- | ----------------------------- | ------------------------------------------------------------- |
| 16. August 2008 19:32     | Safir-1  | OES.0001 | Semnan LP-1 | Omid           | Technologieerprobungssatellit | Fehlschlag                                                    |
| 2. Februar 2009 18:34     | Safir-1  | GBS.0092 | Semnan LP-1 | Omid           | Technologieerprobungssatellit | Erfolg, erster Satellitenstart des Iran                       |
| 15. Juni 2011 09:15       | Safir-1A | UIS.0001 | Semnan LP-1 | Rasad-1        | Technologieerprobungssatellit | Erfolg                                                        |
| 3. Februar 2012 00:04     | Safir-1B | ERS.2002 | Semnan LP-1 | Navid          | Erdbeobachtungssatellit       | Erfolg                                                        |
| 2. Februar 2015 ca. 08:50 | Safir-1B | LBS.2001 | Semnan LP-1 | Fadschr        | Technologieerprobungssatellit | Erfolg                                                        |
| 5. Februar 2019           | Safir-1B |          | Semnan LP-1 | Dousti         | Erdbeobachtungssatellit       | Fehlschlag                                                    |
| 29. August 2019           | Safir-1B |          | Semnan LP-1 | keine Nutzlast | Kommunikationssatellit        | Fehlschlag, Rakete während der Startvorbereitungen explodiert |